# Funció de massa inicial
En astronomia, la funció de massa inicial és una funció empírica que descriu la distribució de les masses inicials per a una població d'estrelles. La funció de massa inicial es dona sovint com una funció de distribució de probabilitat per a la massa amb la qual entra en una estrella de la seqüència principal (comença la fusió de l'hidrogen). La funció de distribució es pot utilitzar per construir la distribució de la massa (l'histograma de masses estel·lars) d'una població d'estrelles. Les propietats i evolució d'una estrella estan estretament relacionades amb la seva massa, de manera que la funció de massa inicial és una eina de diagnòstic important per als astrònoms que estudien grans quantitats d'estrelles. Per exemple, la massa inicial d'una estrella és el factor principal que determina el seu color, la lluminositat, i tota la vida. La funció de massa inicial és relativament invariant d'un grup d'estrelles a un altre, encara que algunes observacions suggereixen que la funció de massa inicial és diferent en diferents entorns.

## Forma de la funció de massa inicial

Funció de massa inicial

La funció de massa inicial sovint s'expressa en termes d'una sèrie de lleis de potència, on {\displaystyle N(m)dm} (de vegades també representat com a {\displaystyle \xi (m)\Delta m}), el nombre d'estrelles amb masses en el rang {\displaystyle m} a {\displaystyle m+dm} dins d'un volum especificat d'espai, és proporcional a {\displaystyle m^{-\alpha }}, on {\displaystyle \alpha } és un exponent adimensional. La funció de massa inicial es pot deduir de la funció de lluminositat estel·lar present dies mitjançant l'ús de la relació massa-lluminositat estel·lar juntament amb un model de com la taxa de formació d'estrelles varia amb el temps. Formes d'ús comú de la funció de massa inicial són la llei de potència trencat de Kroupa (2001) and the Chabrier (2003) log-normal.

### Salpeter (1955)
La funció de massa inicial de les estrelles més massives que el nostre Sol es va quantificar per primera vegada per Edwin Salpeter el 1955. El seu treball a favor d'un exponent de {\displaystyle \alpha =2.35}. Aquesta forma de la funció de massa inicial s'anomena la funció de Salpeter o una funció de massa inicial de Salpeter. Això demostra que el nombre d'estrelles en cada rang de massa disminueix ràpidament amb l'augment de la massa. La funció inicial de masses de Salpeter és
{\displaystyle \xi (m)\Delta m=\xi _{0}\left({\frac {m}{M_{\mathrm {sun} }}}\right)^{-2.35}\left({\frac {\Delta m}{M_{\mathrm {sun} }}}\right).}

### Miller-Scalo (1979)
Autors posteriors van estendre el treball per sota d'una massa solar. Glenn E. Miller i John M. Scalo van suggerir que la funció de massa inicial "aplanada" (va aproximar {\displaystyle \alpha =0}) per sota d'una massa solar.

### Chabrier (2003)
Chabrier 2003 per a les estrelles individuals:
{\displaystyle \xi (m)\Delta m=0.158(1/m)\exp[-(\log(m)-\log(0.08))^{2}/(2\times 0.69^{2})]} per {\displaystyle m<1,}
{\displaystyle \xi (m)=km^{-\alpha }} for {\displaystyle m>1,\alpha =2.3\pm 0.3}
Chabrier 2003 per als sistemes estel·lars:
{\displaystyle \xi (m)\Delta m=0.086(1/m)\exp[-(\log(m)-\log(0.22))^{2}/(2\times 0.57^{2})]} per {\displaystyle m<1,}
{\displaystyle \xi (m)=km^{-\alpha }} per {\displaystyle m>1,\alpha =2.3\pm 0.3}

### Kroupa (2001)
Pavel Kroupa va mantenir {\displaystyle \alpha =2.3} per sobre de la meitat de la massa solar, però va introduir {\displaystyle \alpha =1.3} entre 0.08-0.5 massa solar i {\displaystyle \alpha =0.3} per sota de 0.08 massa solar.
{\displaystyle \xi (m)=m^{-\alpha },}
{\displaystyle \alpha =0.3} per {\displaystyle m<0.08,}
{\displaystyle \alpha =1.3} per {\displaystyle 0.08<m<0.5,}
{\displaystyle \alpha =2.3} per {\displaystyle 0.5<m}

### Incerteses
Hi ha grans incerteses sobre la regió estel·lar. En particular, la hipòtesi clàssica d'una sola funció de massa inicial que cobreix tot el rang de massa subestel·lar i estel·lar està sent qüestionada en favor d'una funció de massa inicial de dos components per tenir en compte possibles diferents maneres de formació d'objectes subestel·lars. És a dir, una funció inicial de massa que cobreix les nanes marrons i les estrelles de molt baixa massa, d'una banda, i un altre que va des de les nanes marrons de major massa de les estrelles més massives en l'altre. Tingueu en compte que això condueix a una regió de superposició entre aproximadament 0,05 i 0.2 massa solar on els dos modes de formació pot donar compte dels cossos en aquest rang de masses.